# Shadow DN5
Der Shadow DN5 ist ein Formel-1-Rennwagen, den Tony Southgate 1974 für das anglo-amerikanische Team Shadow Racing Cars entwickelte.
Die Chassis kamen ab dem Beginn der Saison 1975 (ab 1976 mit minimalen Änderungen als DN5B) bis Anfang der Saison 1977 im Werksteam zum Einsatz. Für Kundenteams standen die Monopostos nicht zur Verfügung. Alle Fahrzeuge wurden von einem Cosworth-DFV-Motor angetrieben.

## Geschichte

### Shadow DN5 (1975)
Bereits zum ersten Rennen der Formel-1-Saison 1975 in Argentinien reiste Shadow mit dem neuen Wagen an. Der erfahrenere Jean-Pierre Jarier erhielt einen DN5, während Tom Pryce bei den ersten zwei Saisonrennen noch mit dem Vorjahreswagen Shadow DN3 antreten musste. Jarier bewies im Training die Schnelligkeit des DN5 und qualifizierte sich für die Pole-Position, konnte das Rennen aber nicht aufnehmen, da er in der Einführungsrunde mit Getriebeschaden liegen geblieben war. Beim nächsten Rennen in Brasilien wiederholte Jarier den Qualifikationserfolg und lag lange in Führung, bis er mit einem Defekt an der Einspritzanlage aufgeben musste. Hier zeichnete sich bereits ab, dass die Zuverlässigkeit die Schwachstelle des schnellen DN5 war und viele Ausfälle in aussichtsreichen Positionen verursachen würde.
Ab dem dritten Saisonrennen in Südafrika wurde auch für Pryce ein DN5 gemeldet. Er fuhr eine erfolgreichere Saison als sein Teamkollege und stand beim Großen Preis von Großbritannien selbst auf der Pole-Position, verunfallte jedoch in Führung liegend bei beginnendem Regen durch Aquaplaning. Er beendete vier Rennen in den Punkterängen und wurde beim Großen Preis von Österreich Dritter. Jarier dagegen konnte über die ganze Saison nur zwei Rennen beenden, eines davon in den Punkterängen. Bei den Hochgeschwindigkeitsrennen in Italien und Österreich trat er zugunsten des abgewandelten Shadow DN7 mit Matra-V12-Motor nicht mit dem DN5 an. Shadow beendete die Saison mit enttäuschenden 9,5 Punkten auf dem sechsten Rang der Konstrukteure. Bedingt durch das schmale Budget war zielstrebige Weiterentwicklung während der Saison nicht möglich. Designer Southgate äußerte später in seiner Autobiografie die Überzeugung, dass mit dem DN5, wäre er von einem der Top-Teams wie McLaren oder Brabham eingesetzt und verfeinert worden, in der Saison 1975 die Meisterschaft hätte gewonnen werden können.

### Shadow DN5B (1976–1977)
Zur Formel-1-Saison 1976 trat Shadow mit der in Details weiterentwickelten Variante DN5B an, die insbesondere die Zuverlässigkeit der Wagen verbesserte. Jean-Pierre Jarier startete beim ersten Grand Prix der Saison in Brasilien vom dritten Startplatz und fuhr die schnellste Runde, während Tom Pryce das Rennen auf dem dritten Rang beendete. Danach ließ der Erfolg von Shadow Racing aber schnell nach. UOP hatte den zum Ende der Saison 1975 auslaufenden Sponsorenvertrag nicht verlängert, wodurch das Team einen großen Teil des Budgets verlor. Chefdesigner Southgate trat ebenfalls aus und wechselte zu Lotus. Seinem Nachfolger Dave Wass gelang es nicht, den DN5B zielstrebig weiterzuentwickeln, wodurch sich das Fahrverhalten fortlaufend verschlechterte. Zwar erreichten die DN5B fortan bei fast allen Rennen das Ziel, waren aber ins Mittelfeld abgerutscht und erzielten außer einem vierten Platz mit Tom Pryce beim Großen Preis von Großbritannien keine weiteren Weltmeisterschaftspunkte.
Ab dem Großen Preis der Niederlande fuhr Pryce das Nachfolgemodell Shadow DN8, das wieder konkurrenzfähiger war, während der zunehmend demotivierte Jarier mit dem DN5B die Saison punktelos beendete und zu ATS wechselte. Mit zehn Gesamtpunkten, davon sieben mit dem DN5B, beendete Shadow die Saison 1976 auf dem 8. Rang der Konstrukteursmeisterschaft.
Da Shadow zum Beginn der Formel-1-Saison 1977 noch kein zweites DN8-Chassis fertiggestellt hatte, meldete es zum ersten Saisonrennen in Argentinien neben Pryce’ DN8 für den neuen Fahrer Renzo Zorzi einen DN5B. Zorzi fiel jedoch mit Getriebeproblemen aus. Beim zweiten Saisonlauf in Brasilien starteten beide Shadow-Fahrer mit einem DN5B; Zorzi gewann – durch den Ausfall vieler Gegner nach vorn gespült – als Sechster einen Punkt mit dem inzwischen veralteten Chassis, während Pryce ausfiel. Es war zugleich das letzte Rennen mit einem Shadow DN5B, da ab dem Großer Preis von Südafrika nun zwei DN8 zur Verfügung standen.

## Technik
Der Shadow DN5 wurde als Nachfolger des Shadow DN3 entwickelt und bereits im Dezember 1974 in Paris offiziell vorgestellt. Für die Entwicklung stand erstmals ein Windkanal zur Verfügung. Chefdesigner Southgate übernahm als Basis das Grundmuster des DN3, änderte jedoch Aerodynamik sowie Gewichtsverteilung beträchtlich: Die Lufthutze über dem Fahrer war nun angewinkelt bis über den Helm des Fahrers vorgezogen. Weiter wurde die Frontpartie nach dem Vorbild  des McLaren M23 ummodelliert, der Heckflügel weiter nach hinten verschoben und die Cockpitverkleidung verändert. Zudem wurde die Federung der Vorderradaufhängung ins Innere des Chassis und die Sitzposition des Fahrers leicht nach vorn verlegt. Durch diese Änderungen verbesserten sich der Abtrieb und die Balance im vorderen Teil des Fahrzeugs und damit die Stabilität und Geschwindigkeit bei Kurvenfahrten entscheidend. Die genaue Zahl der im Shadow-Werk in Northampton aufgebauten Chassis ist unbekannt, die Existenz von mindestens sieben DN5 gilt jedoch als nachgewiesen. Unregelmäßige Fahrgestellnummerierungen sowie die Reparatur eines DN5 mit Teilen eines anderen trugen zu dieser Verwirrung bei.
Regeländerungen ab dem dritten Rennen der Saison 1976, zu denen unter anderem ein Verbot der hochragenden Lufthutzen über den Köpfen der Fahrer gehörte, machten kurz nach Saisonbeginn eine Anpassung des DN5 nötig: Eine flache Motorabdeckung mit zwei weit zur Seite abstehenden Kühlöffnungen wurde eingebaut, zudem wurde das Fahrzeug an einigen Stellen minimal überarbeitet.
Für die Motorisierung kam bei allen Chassis ein Cosworth-DFV-Motor zum Einsatz, dessen Entwicklung Ende der 1960er-Jahre von Ford finanziert worden war. Daher wurde das Aggregat teilweise auch unter der Herstellerbezeichnung Ford-Cosworth bzw. nur Ford gemeldet. Die Getriebe wurden von Hewland bezogen. Diese Kombination aus Motor und Getriebe war zu dieser Zeit weit verbreitet und galt als effektivste Lösung für den Aufbau des Antriebsstrangs aus Zuliefererteilen.
Der Shadow DN6 für die Formel 5000 wurde in großen Teilen vom Shadow DN5 abgeleitet.

## Lackierung und Sponsoring
Zwischen 1975 und 1977 trat allein das Werksteam Shadow Racing Cars mit DN5- bzw. DN5B-Chassis an:
- 1975 erschienen die Fahrzeuge im für Shadow typischen Tiefschwarz. Kontraste bildeten die in Weiß gehaltenen Logos des Hauptsponsors UOP, eine große Flagge der USA auf der Lufthutze sowie Akzente in verschiedenen Gelb- und Orangetönen auf der Fahrzeugseite, dem Frontflügel und der Fahrzeugnase.
- 1976 wurde die tiefschwarze Grundlackierung der Vorjahre mit weißen Kontrasten und US-Flagge weitergeführt, jedoch nach dem Ende des UOP-Sponsorings nun durch die Farben und Logos der von Rennen zu Rennen verpflichteten Sponsoren ergänzt. In Südafrika warb BAT mit der Marke Lucky Strike auf den Shadows, die daraufhin mit rot-weißen Akzenten fuhren. Ab der zweiten Saisonhälfte konnte Valvoline als Sponsor gewonnen werden; die Oberseite der Wagen wurde halb blau und halb rot lackiert.
- 1977 wurden die DN5B für ihre letzten beiden Rennen wieder gänzlich schwarz lackiert, einzige Kontraste bildeten nun die in Weiß gehaltenen Logos des neuen Hauptsponsors Ambrosio.

## Galerie

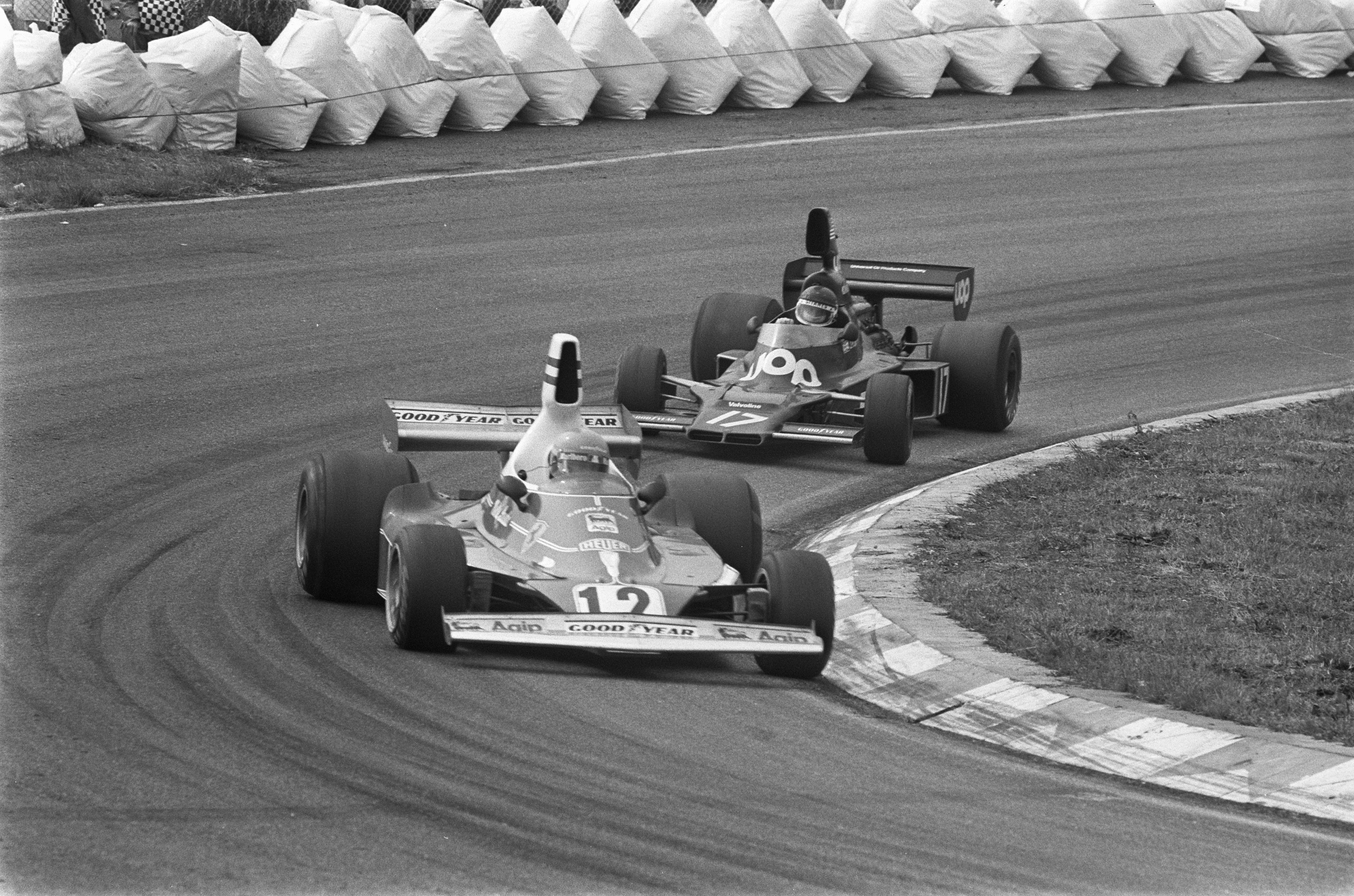
Jarier im DN5 hinter Lauda; Zandvoort, 1975
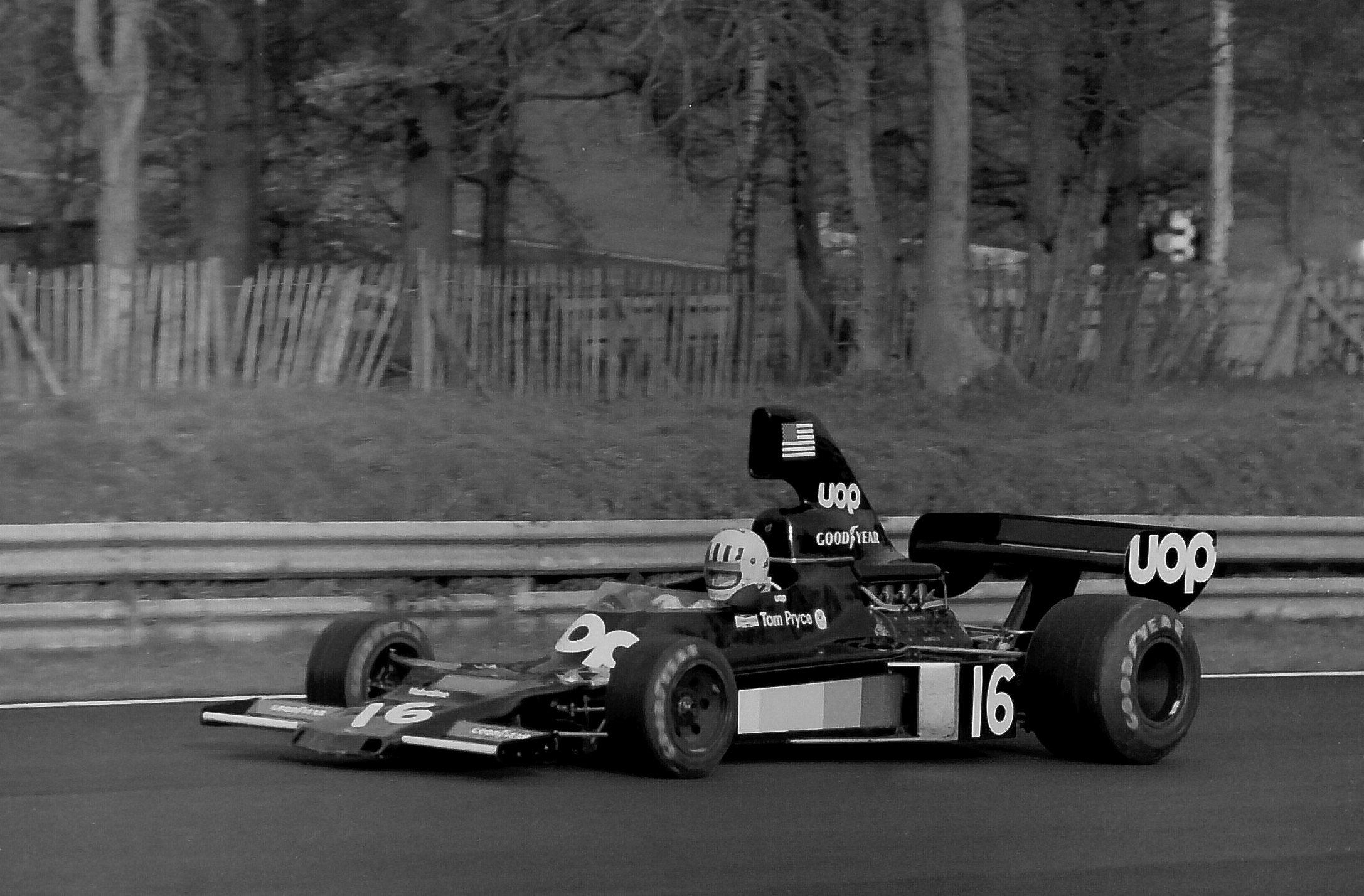
Pryce im DN5; Brands Hatch, 1975
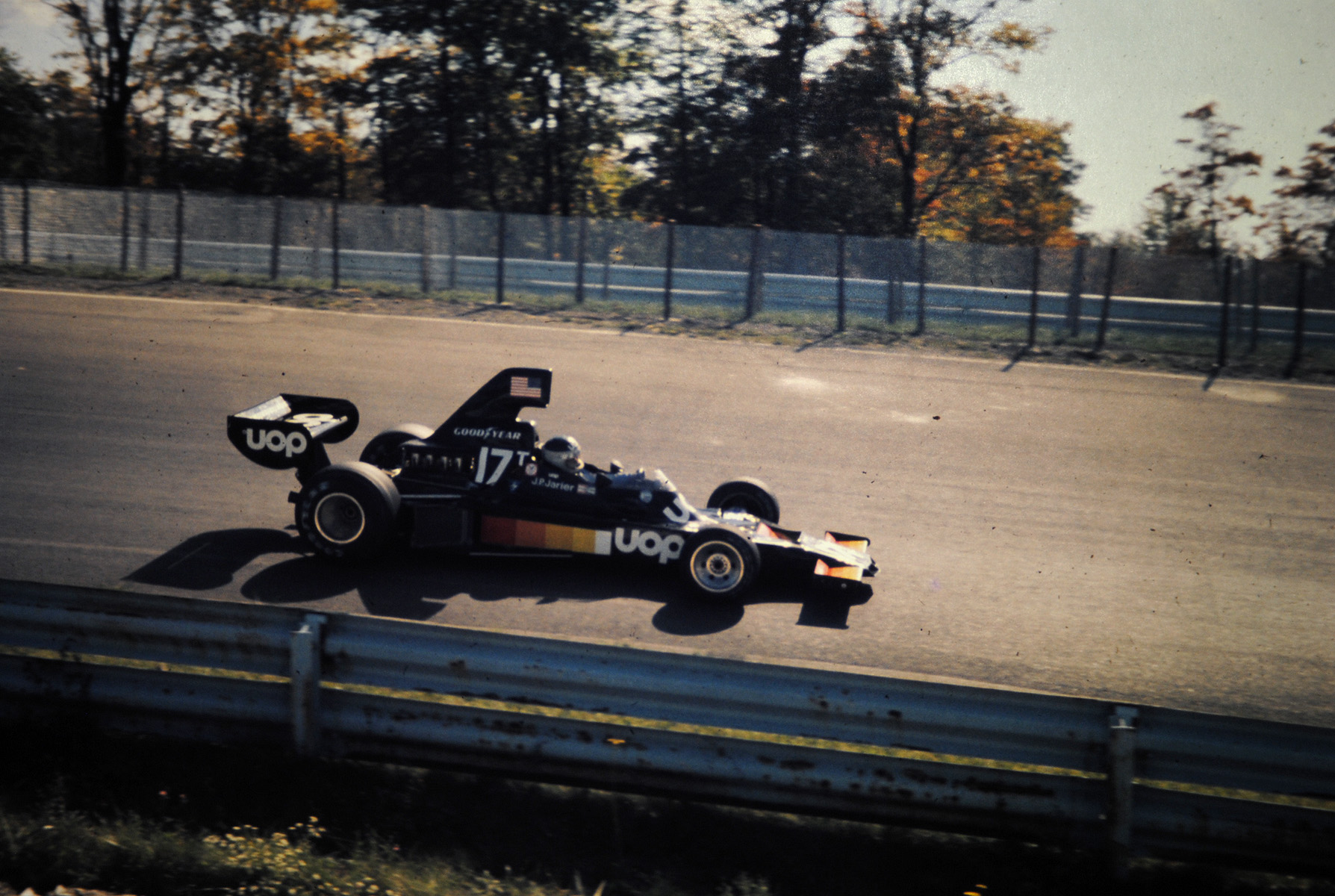
Jarier im DN5; Watkins Glen, 1975
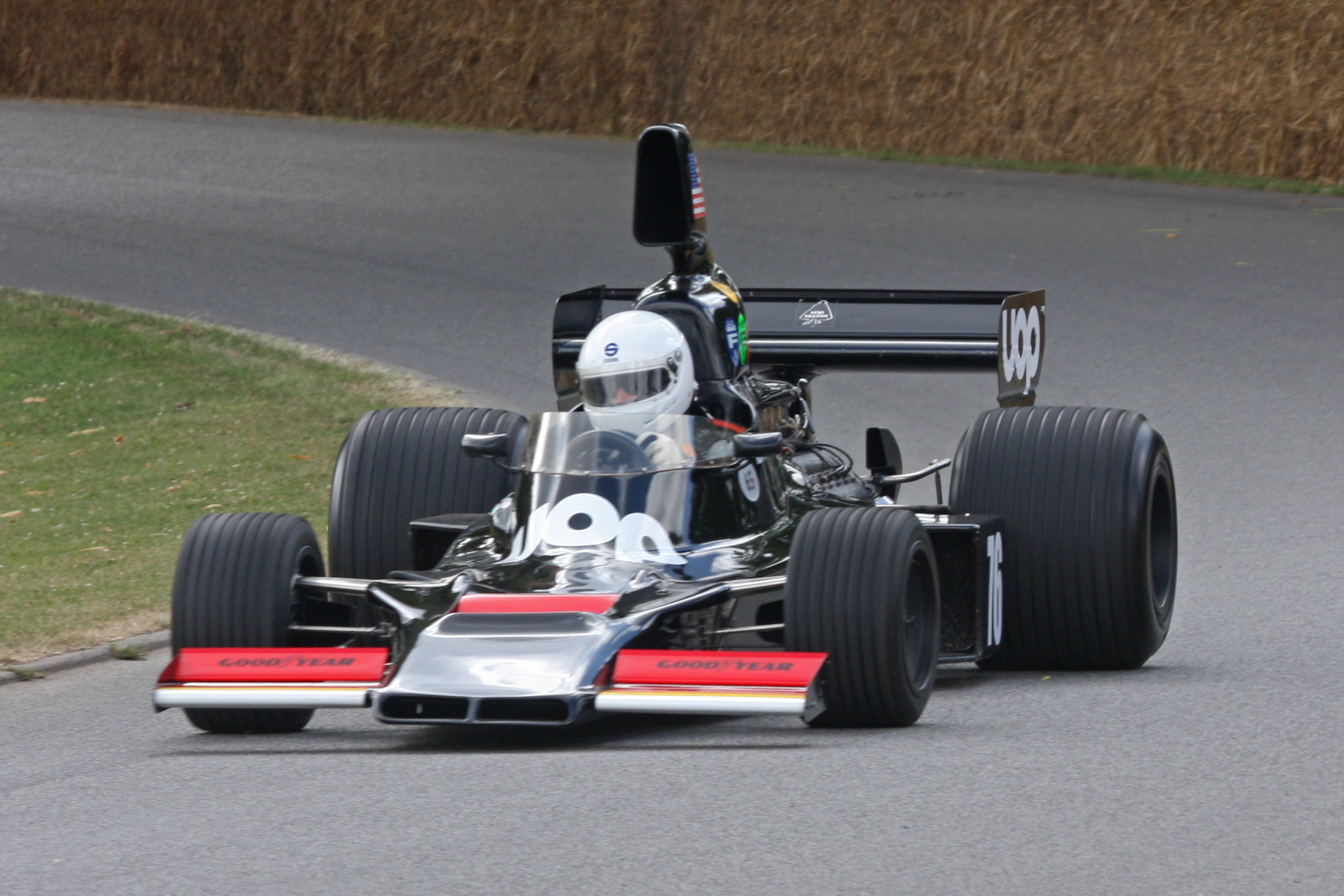
DN5 von 1975; Goodwood, 2009
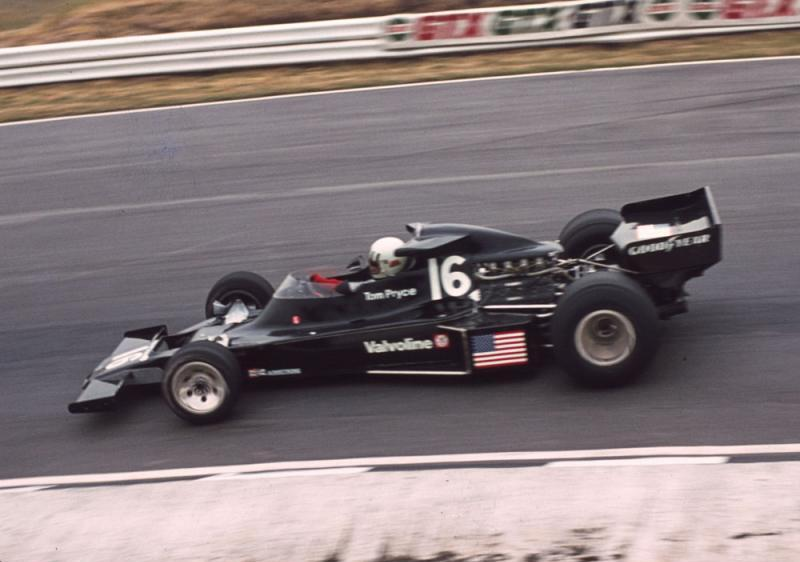
Pryce im DN5B; Brands Hatch, 1976
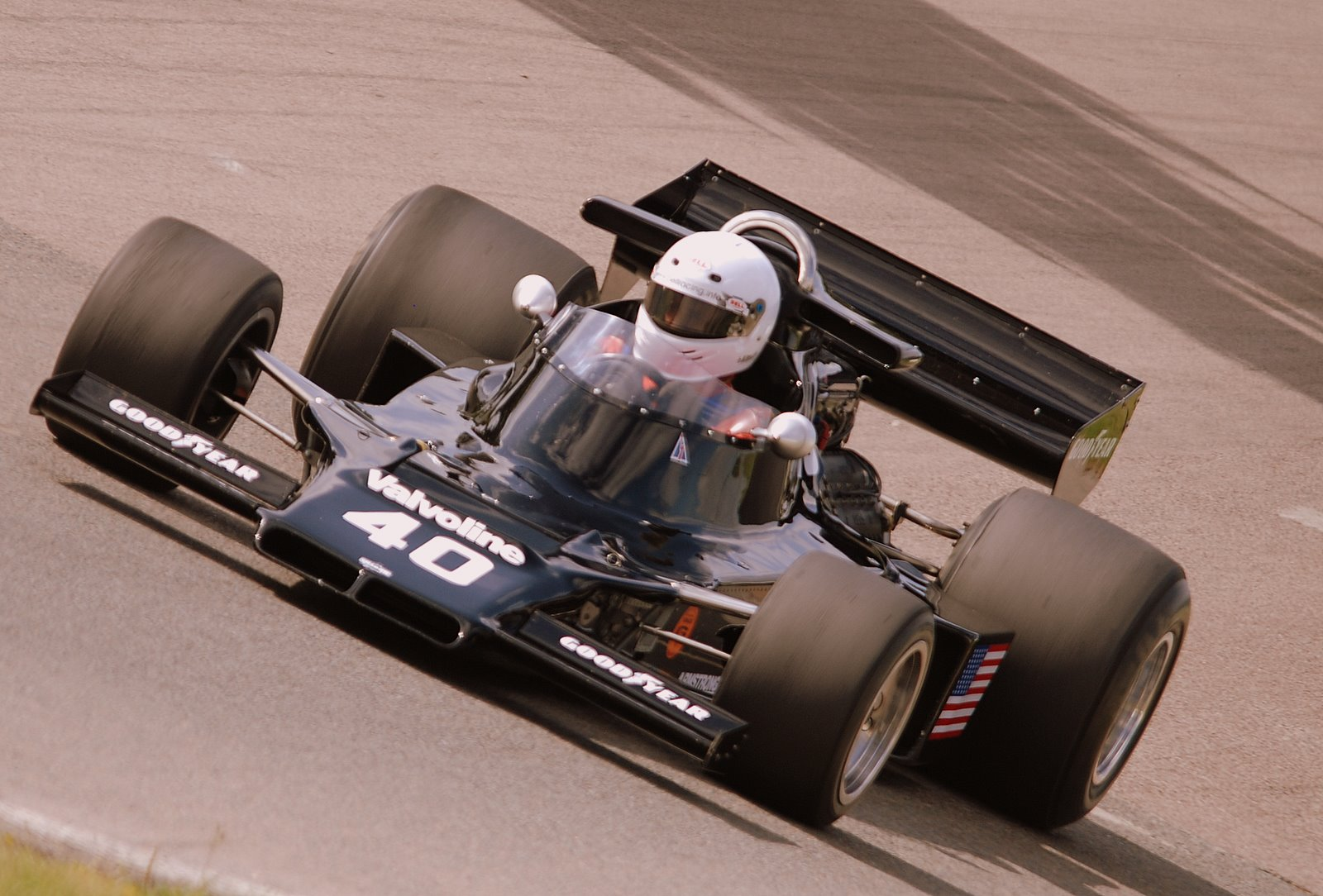
DN5B von 1976; Mallory Park, 2009

## Ergebnisse
| Fahrer               | Nr.                  | 1   | 2   | 3   | 4   | 5   | 6   | 7   | 8   | 9   | 10  | 11  | 12 | 13 | 14  | 15 | 16 | 17 | Punkte | Rang |
| -------------------- | -------------------- | --- | --- | --- | --- | --- | --- | --- | --- | --- | --- | --- | -- | -- | --- | -- | -- | -- | ------ | ---- |
| Formel-1-Saison 1975 | Formel-1-Saison 1975 |     |     |     |     |     |     |     |     |     |     |     |    |    |     |    |    |    | 9,5    | 6.   |
| Tom Pryce            | 16                   |     |     | 9   | DNF | DNF | 6   | DNF | 6   | DNF | DNF | 4   | 3  | 6  | NC  |    |    |    | 9,5    | 6.   |
| Jean-Pierre Jarier   | 17                   | DNS | DNF | DNF | 4   | DNF | DNF | DNF | DNF | 8   | 14  | DNF |    |    | DNF |    |    |    | 9,5    | 6.   |
| Formel-1-Saison 1976 | Formel-1-Saison 1976 |     |     |     |     |     |     |     |     |     |     |     |    |    |     |    |    |    | 10     | 8.   |
| Tom Pryce            | 16                   | 3   | 7   | DNF | 8   | 10  | 7   | 9   | 8   | 4   | 8   | DNF |    |    |     |    |    |    | 10     | 8.   |
| Jean-Pierre Jarier   | 17                   | DNF | DNF | 7   | DNF | 9   | 8   | 12  | 12  | 9   | 11  | DNF | 10 | 19 | 18  | 10 | 10 |    | 10     | 8.   |
| Formel-1-Saison 1977 | Formel-1-Saison 1977 |     |     |     |     |     |     |     |     |     |     |     |    |    |     |    |    |    | 23     | 7.   |
| Tom Pryce            | 16                   |     | DNF |     |     |     |     |     |     |     |     |     |    |    |     |    |    |    | 23     | 7.   |
| Renzo Zorzi          | 17                   | DNF | 6   |     |     |     |     |     |     |     |     |     |    |    |     |    |    |    | 23     | 7.   |

| Legende  | Legende            | Legende                                                          |
| Farbe    | Abkürzung          | Bedeutung                                                        |
| -------- | ------------------ | ---------------------------------------------------------------- |
| Gold     | –                  | Sieg                                                             |
| Silber   | –                  | 2. Platz                                                         |
| Bronze   | –                  | 3. Platz                                                         |
| Grün     | –                  | Platzierung in den Punkten                                       |
| Blau     | –                  | Klassifiziert außerhalb der Punkteränge                          |
| Violett  | DNF                | Rennen nicht beendet (did not finish)                            |
| Violett  | NC                 | nicht klassifiziert (not classified)                             |
| Rot      | DNQ                | nicht qualifiziert (did not qualify)                             |
| Rot      | DNPQ               | in Vorqualifikation gescheitert (did not pre-qualify)            |
| Schwarz  | DSQ                | disqualifiziert (disqualified)                                   |
| Weiß     | DNS                | nicht am Start (did not start)                                   |
| Weiß     | WD                 | zurückgezogen (withdrawn)                                        |
| Hellblau | PO                 | nur am Training teilgenommen (practiced only)                    |
| Hellblau | TD                 | Freitags-Testfahrer (test driver)                                |
| ohne     | DNP                | nicht am Training teilgenommen (did not practice)                |
| ohne     | INJ                | verletzt oder krank (injured)                                    |
| ohne     | EX                 | ausgeschlossen (excluded)                                        |
| ohne     | DNA                | nicht erschienen (did not arrive)                                |
| ohne     | C                  | Rennen abgesagt (cancelled)                                      |
| ohne     | keine WM-Teilnahme |                                                                  |
| sonstige | P/fett             | Pole-Position                                                    |
| sonstige | 1/2/3/4/5/6/7/8    | Punktplatzierung im Sprint-/Qualifikationsrennen                 |
| sonstige | SR/kursiv          | Schnellste Rennrunde                                             |
| sonstige | *                  | nicht im Ziel, aufgrund der zurückgelegten Distanz aber gewertet |
| sonstige | ()                 | Streichresultate                                                 |
| sonstige | unterstrichen      | Führender in der Gesamtwertung                                   |

## Technische Daten
| Kenngrößen                | Shadow DN5, 1975                                                                                    |
| ------------------------- | --------------------------------------------------------------------------------------------------- |
| Motor                     | Ford-Cosworth DFV V8-Motor, Mittelmotor (längs hinter dem Fahrer)                                   |
| Hubraum (Bohrung × Hub)   | 2993 cm³ (85,7 × 64,8 mm)                                                                           |
| Verdichtung               | 11,0 : 1                                                                                            |
| Leistung                  | 485 PS (ca. 356 kW) bei 10.600/min                                                                  |
| Ventilsteuerung           | 2 obenliegende Nockenwellen je Zylinderbank (DOHC)                                                  |
| Gemischaufbereitung       | Lucas-Saugrohreinspritzung                                                                          |
| Kraftübertragung          | 5-Gang-Getriebe, Hewland FL 200, Hinterradantrieb                                                   |
| Karosserie                | Aluminiummonocoque, Antriebsgruppe tragend                                                          |
| Radaufhängung vorn        | doppelte Querlenker mit Stabilisator, Schraubenfedern und Stoßdämpfer                               |
| Radaufhängung hinten      | doppelte Querlenker mit Stabilisator, Schraubenfedern, Stoßdämpfern und je einem oberen Längslenker |
| Lenkung                   | Zahnstangenlenkung, zweiteilige Lenksäule                                                           |
| Bremse                    | Scheibenbremse                                                                                      |
| Leergewicht (ohne Fahrer) | ca. 589 kg                                                                                          |